# Funky Marys
Die Funky Marys sind eine aus fünf Frauen bestehende, vor allem während des Kölner bzw. rheinischen Karnevals auftretende Gesangsgruppe. Die meisten Titel werden in kölschem Dialekt vorgetragen.
Die Gruppe wurde 2002 im Rahmen eines Castings des Kölner Express und des Plattenlabels Pavement Records gegründet. In der Jury befanden sich unter anderem Guido Cantz und Linus.

## Mitglieder
Die fünf Gründungsmitglieder sind Andrea Schönenborn, deren Schwester Yvonne Schönenborn, Anika Oberhettinger, Tatjana Tissen und Lucrezia Roncaletti. Tissen und Roncaletti wurden später durch Rebecca Schmalbein und Marion Mies ersetzt. Im Oktober 2011 wurde Anika Oberhettinger durch Yvonne „Övves“ Oster ersetzt. 2012 schied Rebecca Schmalbein aus beruflichen Gründen aus. Neue Sängerin ist Tabea „Tadäus“ Scholdan. Anfang 2016 wurde Marion Mies durch Ina Dahlenburg ersetzt.

## Diskografie

### Alben
- Die Mädche vum Rhing (2006)
- Mer jevve jas (2009)

### Singles
- Ich schenk dir mi Hätz (2003)
- La Bamba (2004)
- Auch Männer haben ihre Tage (2004)
- Ich hab dir nie den Himmel versprochen (2005)
- Un dat wor schön (2005)
- Anuschka (2007)
- Ich brauch kein Cabrio / Ohne dich (2008)
- Die kleine Kneipe in unserem Veedel (2011)
- Zo mir oder dir (2011)
- D.A.N.Z.E (2014)
- #Takt – Welt us, Musik ahn (2015)
- Maach et (2017)
- En Woch lang wach (2018)
- Nur met Dir (2019)
- Königin (2020)
- Marie Marie (2021)
- Heut gehn wir morgen erst ins Bett (feat. Die Zipfelbuben) (2022)
- Föhls du dat och (2022)
- So in Love (2023)
- Hätzblootjeföhl (2023)
- Weihnachtsfieber (feat. Peter Wackel) (2023)